# Césinha
Carlos César dos Santos (n. 12 martie 1980), cunoscut sub porecla Césinha, este un jucător brazilian de fotbal, în prezent legitimat la Larissa F.C.. Evoluează pe postul de atacant.